# Bundesstraße 275
Die Bundesstraße 275 (kort: B 275) is een 158 kilometer lange bundesstraße in de Duitse deelstaat Hessen.
De bundesstraße begint in Lauterbach en loopt door Gedern, Florstadt Friedberg naar Bad Schwalbach.

## Hoofdbestemmingen
- Lauterbach
- Gedern
- Ortenberg
- Florstadt
- Friedberg
- Waldems
- Taunusstein
- Bad Schwalbach

## Geschiedenis
Er is weinig van de aanleggeschiedenis van de B275 bekend. De weg is niet significant opgewaardeerd en heeft ook nooit een doorgaande functie gehad.

## Verkeersintensiteiten
In 2010 reden dagelijks 3.000 tot 6.000 voertuigen op het oostelijke deel door Vogelsberg. Dit ligt wat hoger met 12.000 voertuigen bij Florstadt en Friedberg. Ten noorden van de Taunus rijden veelal 2.000 tot 4.000 voertuigen, wat ten westen van de A3 oploopt naar 10.000 tot 15.000 voertuigen.
B1 · B3 · B7 · B8 · B9 · B10 · B26 · B27 · B35 · B37 · B38 · B39 · B40 · B41 · B42 · B43 · B43a · B44 · B45 · B47 · B48 · B49 · B50 · B51 · B52 · B53 · B54 · B55 · B55a · B56 · B56n · B57 · B58 · B59 · B61 · B62 · B63 · B64 · B65 · B66 · B66n · B67 · B68 · B70 · B80 · B83 · B84 · B219 · B220 · B221 · B223 · B224 · B225 · B226 · B227 · B228 · B229 · B230 · B231 · B233 · B234 · B235 · B236 · B237 · B238 · B239 · B241 · B249 · B250 · B251 · B252 · B253 · B254 · B255 · B256 · B257 · B258 · B259 · B260 · B261 · B262 · B263 · B264 · B265 · B266 · B267 · B268 · B269 · B270 · B271 · B272 · B274 · B275 · B277a · B278 · B279 · B284 · B288 · B323 · B324 · B326 · B327 · B399 · B400 · B403 · B405 · B406 · B407 · B409 · B410 · B411 · B412 · B413 · B414 · B416 · B417 · B418 · B419 · B420 · B421 · B422 · B423 · B424 · B426 · B427 · B428 · B429 · B448 · B449 · B450 · B451 · B452 · B453 · B454 · B455 · B456 · B457 · B458 · B459 · B460 · B469 · B473 · B474 · B475 · B476 · B477 · B478 · B479 · B480 · B481 · B482 · B483 · B484 · B485 · B486 · B487 · B488 · B489 · B499 · B504 · B506 · B507 · B508 · B509 · B510 · B511 · B513 · B514 · B515 · B516 · B517 · B519 · B520 · B521 · B525 · B528 · B611